# گرین لانترن: نخستین پرواز
گرین لانترن: نخستین پرواز (انگلیسی: Green Lantern: First Flight) یک فیلم ویدئویی پویانمایی در ژانر ابرقهرمانی به کارگردانی لورن مونتگومری است که در سال ۲۰۰۹ منتشر شد. این فیلم با الهام از افسانه‌های گرین لانترن شرکت دی‌سی کامیکس ساخته شده‌است.

## داستان
هال جردن یک خلبان معمولی است تا اینکه در یک حادثه از هلیکوپتر اش سقوط کرده و به یک قهرمان فضایی برمی‌خورد که از دسته گرین لانترن است. آن موجود فضایی که آبین سور نام دارد در حال جان دادن است و قبل از مرگش حلقه‌ای جادویی را به هال جردن می‌دهد و او را تبدیل به یکی از سپاه گرین لانترن می‌کند .....

## دنباله
ادامه انیمیشن گرین لانترن: نخستین پرواز، تحت عنوان گرین لانترن: شوالیه‌های زمردین است که در سال ۲۰۱۱ در بریتانیا اکران شد.

## بازیگران
- کریستوفر ملونی در نقش هال جردن / گرین لانترن
- ویکتور گاربر در نقش سینسترو
- تریشا هلفر در نقش بودیکا
- مایکل مدسن در نقش کیلووگ
- کرتوود اسمیت در نقش کانجار رو
- ویلیام شارلت
- جان لاروکات در نقش تامار-ر
- مالاکی ترون در نقش راناکار
- اولیویا دابو در نقش کرول فریس
- دیوید لندر
- ریچارد مک‌گوناگل در نقش آبین سور
- ژولیت لانداو در نقش لابلا
- کت سوسی در نقش آریزیا رب
- لری دریک
- راب پالسن
- بروس تیم